# Werner Landgren
Gustaf Werner Landgren, född 4 mars 1855 i Skövde, död 6 oktober 1914 i Stockholm, var en svensk boktryckare.
Werner Landgren var son till skräddarmästaren Gustaf Landgren. Femton år gammal blev han korrekturläsare och sättarlärling vid Sköfde Tidning. Redan två år därefter blev han föreståndare för tidningens tryckeri. År 1873 flyttade han till Stockholm och blev sättare vid Stockholms Dagblad. 1894 anställdes han som bokhållare vid det av Christian Gernandt grundade Familj-journalens boktryckeriaktiebolag och dennes boktryckeri, som då utgav första upplagan av Nordisk familjebok. Landgren blev 1883 prokurist och ekonomichef i företaget. Det var på hans inrådan som redaktören Anders Jeurling började utge billighetstidningen Stockholms-Tidningen, där Landgren var ekonomisk ledare till 1893. Då övertog han, efter att en tid ha varit kamrerare i det nybildade Iduns tryckeriaktiebolag, tillsammans med Christian Gernandts söner under firma C. & E. Gernandts förlagsaktiebolag förlagsrätten till Nordisk familjebok samt utgav tillsammans med dem detta verks supplement i två band 1895–1899. Landgren var 1895–1899 föreståndare för Koersnerska boktryckeriet, blev 1899 åter anställd vid Iduns tryckeri, nu som chef för företagets samling officiner. År 1902 bildade han Nordisk familjeboks förlagsaktiebolag, som utgav verkets andra upplaga och var bolagets VD fram till sin död. Landgren är begravd på Norra begravningsplatsen utanför Stockholm.